# 膜稃草
膜稃草（学名：Hymenachne acutigluma）为禾本科膜稃草属下的一个种。